# Валдайський національний парк
Національний парк «Валдайський»  (рос. Национальный парк «Валдайский») — національний парк розташований на теренах Новгородської області Росії.
Створений 17 травня 1990 року. Основною метою заснування національного парку є збереження унікального озерно-лісового комплексу Валдайської височини та створення умов для розвитку відпочинку і туризму.

## Історія
На території парку зосереджена велика кількість пам'яток історії та культури Новгородської області. Тут здавна селилися древні слов'янські племена. Список археологічних пам'яток складається з 82 об'єктів — стародавні стоянки (VII–VI ст до н е.),  городища, селища, сопки, кургани. В заповіднику розташовані 9 пам'яток садово-паркового мистецтва — старовинні садиби з парками, 22 найцінніші пам'ятки архітектури і дерев'яного зодчества XVII–XIX ст. Серед них — Іверський Богородицький Святоозерський чоловічий монастир, заснований в 1653 році на Сельвіцькому острові Валдайського озера патріархом московським Никоном, церква Катерини у м. Валдаї — доробок російського архітектора Миколи Олександровича Львова (XVII ст.) Тут зараз розташований музей історії Валдаю і експозиція «Валдайський дзвіночок». Саме місто Валдай є історичною пам'яткою — в 1996 йому виповнилося 500 років. У селі Нікольське розташований перший в Росії риборозплідний завод. Його створив засновник наукового рибальства Володимир Враський (1829–1863 рр.).
Мальовнича природа і багата історія Валдайської землі причаровувала і захоплювала багатьох поетів, композиторів, художників. Валдай — батьківщина Миколи Миклухо-Маклая, Петра Комарова. Тут бували Олександр Радищев, Олександр Пушкін, Лев Толстой, творили Микола Реріх, Микола Римський-Корсаков, Ісаак Левітан, Костянтин Юон, Микола Желєзнов, Віталій Біанкі та інші знані люди..

## Географія

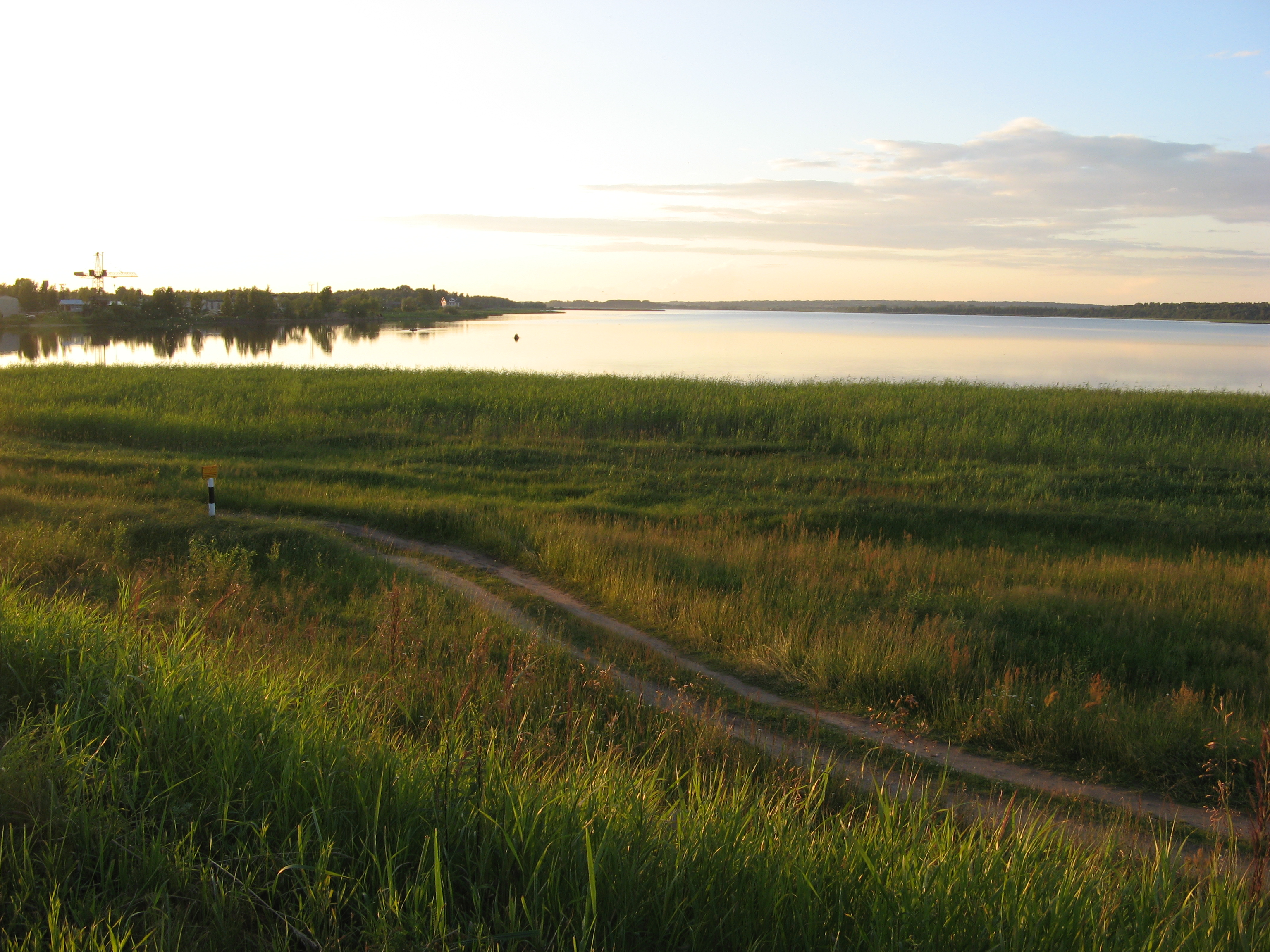
Приозерні краєвиди парку

Національний парк розташований у північній частині Валдайської височини на територіях Окуловського, Валдайського і Димянського районів Новгородської області. На території Валдайського національного парку налічується близько 200 озер, 56 з них мають площу понад 20 га..

## Тваринний світ
Основу фауни наземних хребетних парку складають такі види: лось, кабан, ведмідь бурий, заєць-біляк, борсук європейський, лисиця звичайна, куниця, рись. Тварини, які мешкають у воді: бобер річковий, видра, норка, водяний щур, а також качки різних видів. Із ряду курячих найбільш численні рябчик і глухар, тетерук. Скрізь на території поширений кабан, лось, заєць-біляк, вивірка звичайна, ведмідь бурий, бобер тощо. Чисельність цих видів тварин щороку різниться, але несуттєво. На території парку поширений вовк. Озера і річки багаті різноманітними видами риб: щука, лящ, минь, лин, карась, снєток, ряпушка, судак, плітка, окунь, йорж та інші види..
| Види занесені до Червоної книги РФ | Види занесені до Червоної книги РФ |
| Назва                              | Наукова назва                      |
| ---------------------------------- | ---------------------------------- |
| Безхребетні                        |                                    |
| Мнемозина                          | Parnassius mnemosyne               |
| Аполлон                            | Parnassius apollo                  |
| Птахи                              |                                    |
| Беркут                             | Aquila chrysaetos                  |
| Великий підорлик                   | Aquila clanga                      |
| Чорношия гагара                    | Gavia arctica arctica              |
| Змієїд                             | Circaetus gallicus                 |
| Кулик-сорока                       | Haematopus ostralegus              |
| Сорокопуд сірий                    | Lanius excubitor excubitor         |
| Сапсан                             | Falco peregrinus                   |
| Скопа                              | Pandion haliaetus                  |
| Пугач звичайний                    | Bubo bubo                          |
| Чорний лелека                      | Ciconia nigra                      |
| Сивка золотиста                    | Pluvialis apricaria apricaria      |

## Рослинний світ
У рослинному покриві представлені ялинові, соснові і березові ліси, зустрічаються ділянки північних дібров з ліщиною, ясеном, неморальним різнотрав'ям. Є також верхові болота, суходільні луки. Лісові масиви займають 86% площі парку. Насадження з переважанням ялини займають 28% лісових земель, берези — 36%, сосни — 17%, осики — 3%, вільхи сірої — 16%. У лісах росте 57 видів деревних рослин, у тому числі 42 дикорослих і 15 культурних.
| Види занесені до Червоної книги РФ | Види занесені до Червоної книги РФ |
| Назва                              | Наукова назва                      |
| ---------------------------------- | ---------------------------------- |
| Гриби                              |                                    |
| Їжовик коралоподібний              | Hericium coralloides               |
| Лишайники                          |                                    |
| Лобарія легенеподібна              | Lobaria pulmonaria                 |
| Плауноподібні                      |                                    |
| Молодильник озерний                | Isoetes lacustris                  |
| Молодильник щетинистий             | Isoetes setacea                    |
| Покритонасінні                     |                                    |
| Армерія звичайна                   | Armeria vulgaris                   |
| Зозулині черевички справжні        | Cypripedium calceolus              |
| Жировик Лезеля                     | Liparis loeselii                   |
| Меч-трава болотна                  | Cladium mariscus                   |
| Пальцекорник балтійський           | Dactylorhiza baltica               |
| Зозулинець обпалений               | Orchis ustulata                    |
| Зозулинець шоломоносний            | Orchis militaris                   |

## Туризм
Завдяки сусідству з найбільшими містами Росії — Москвою та Санкт-Петербургом національний парк «Валдайський» є одним з найбільш відвідуваних парків. Тут розташовані відомі великі озера Валдайське і Селігер, які вже давно освоїли туристи-водники. На озері Вельйо діє літній дитячий екологічний табір.